# Dépôt institutionnel
Le dépôt institutionnel est un service permettant l’archivage, la conservation et la diffusion de la production intellectuelle numérique d’une institution universitaire,,.

## Objectifs
Les dépôts institutionnels ont été développés pour pallier certains aspects problématiques des communications savantes à l’ère du numérique. Ils sont une façon de faire compétition à un système de publication de communications savantes considéré monopolistique. Ils permettent une publication immédiate, une préservation à long terme et un libre accès aux communications savantes tout en offrant une visibilité aux établissements d’enseignement, ainsi qu’à leurs chercheurs,.

## Contenu
On retrouve dans le dépôt institutionnel un contenu varié que l’on définit comme étant la production intellectuelle de l’institution.  Donc, on peut y retrouver des thèses, des mémoires, des données de recherche, des monographies, des actes de congrès, des articles, des objets multimédia, des logiciels, etc,,.  Il importe de distinguer les données de recherche des autres éléments que contiennent les dépôts institutionnels.  La gestion des données de recherche constitue un nouveau défi auquel font face les différents intervenants dans le domaine de la recherche, qu’il s’agisse des chercheurs eux-mêmes, des bibliothécaires ou des archivistes.  Comme pour les autres objets du dépôt institutionnel, les bibliothèques universitaires en assurent la gestion, mais le processus se distingue du fait que les données doivent être gérées dès le début du projet de recherche. La science des données (data science) est un nouveau champ des sciences de l’information et la collaboration entre institutions semble un incontournable considérant l’ampleur de la tâche à accomplir avec l’augmentation exponentielle de la quantité de données à gérer.

## Histoire et évolution
Le dépôt institutionnel a comme sources deux mouvements l’ayant précédé, soit l’Open Archives Initiative (OAI) et l’Open Access (OA).  L’OAI développe et promeut des standards d’interopérabilité entre dépôts institutionnels par l’implémentation du Open Access Initiative Protocol for Metadata Harvesting (OAI-PMH).  Le 14 février 2002 est diffusé le Budapest Open Access Initiative (BOAI) qui a pour mission de proposer des stratégies et de militer pour le libre accès aux communications savantes.  On utilise à partir de ce moment le terme Open Access (libre accès) pour référer à la disponibilité en ligne gratuite et sans restriction de la littérature savante. Deux stratégies complémentaires sont proposées par le BOAI : l’auto-archivage et la publication de revues en libre accès.  L’auto-archivage consiste à ce que le chercheur, à l’aide d’outils et d’assistance, dépose lui-même en ligne ses articles qui pourront ensuite être repérés s’ils répondent aux standards créés par l’OAI.  Les revues en libre accès doivent représenter une nouvelle génération de publications et il faut aider les revues existantes à migrer vers le libre accès; on propose d’éliminer les frais d’abonnement ou d’accès pour se tourner vers d’autres méthodes de financement.
Certaines institutions ou certains pays requièrent, par leurs politiques de libre accès, que les articles ou autres objets produits par leur communauté soient versés dans le dépôt institutionnel.  

### Aux États-Unis
Plusieurs universités aux États-Unis, dont l’Université Harvard, exigent le versement des articles des chercheurs dans le dépôt institutionnel de leur établissement.  

### Au Royaume-Uni
Au Royaume-Uni, les chercheurs qui reçoivent des fonds gouvernementaux pour leurs recherches sont aussi dans l’obligation de verser leurs articles dans les dépôts institutionnels.  

### Au Canada et au Québec
Au Canada, la « Politique des trois organismes sur le libre accès aux publications » exige que les titulaires d’une subvention de recherche accordée par les organismes subventionnaires fédéraux rendent leurs articles disponibles pour consultation publique.  En plus de cette politique, plusieurs universités ont leur dépôt institutionnel depuis bien au-delà d’une dizaine d’années et certains ont une politique de libre accès.  
Au Québec, à l’Université de Montréal par exemple, le dépôt institutionnel Papyrus est lancé en 2005 et la « Politique de l’Université de Montréal sur le libre accès aux publications savantes » est adoptée en décembre 2019.  Le dépôt systématique des thèses et mémoires y débute en 2009 et les ressources qui y sont indexées sont accessibles via l’outil de recherche Sofia et le catalogue collectif WorldCat.  Quant aux thèses et mémoires, ils sont aussi repérables sur le Portail des thèses de Bibliothèques et Archives Canada et sur Érudit.